# Canadian Albums Chart
Canadian Albums Chart é a parada musical oficial do Canadá. É compilada toda segunda-feira pela companhia norte-americana Nielsen Soundscan e publicada na terça-feira seguinte pela Billboard.